# John Tietjen
John H. Tietjen (18 czerwiec 1928 w Nowym Jorku – 15 lutego 2004 w Fort Worth w Teksasie) – amerykański teolog luterański, duchowny Kościoła Ewangelicko-Luterańskiego w Ameryce.
Był jedną z ważniejszych postaci związaną z rozłamem, a następnie zjednoczeniem amerykańskiego kościoła luterańskiego. Studiował w Seminarium Concordia, znajdującym się w jurysdykcji Kościoła Luterańskiego Synodu Missouri (LCMS). Doktorat z teologii obronił w Union Theological Seminary w Nowym Jorku. W 1953 roku został duchownym w ramach LCMS, natomiast w 1969 roku stanął na czele Seminarium Concordia.
Jako zwolennik uznawania Ewangelii za teologiczne centrum luteranizmu popadł w konflikt z Synodem Missouri. W 1974 roku został prezydentem nowej, niezależnej uczelni teologicznej Christ Seminary-Seminex w Chicago. Przy tej uczelni skupiło się grono bliskich Tietjenowi dawnych członków LCMS, którzy powołali do życia Stowarzyszenie Kościołów Ewangelicko-Luterańskich.
John Tietjen aktywnie uczestniczył w pracach specjalnej Komisji ds. Nowego Kościoła w Ameryce. Celem komisji było połączenie Stowarzyszenia Kościołów Ewangelicko-Luterańskich z innymi kościołami protestanckimi (Amerykańskim Kościołem Luterańskim i Kościołem Luterańskim w Ameryce). Połączenie to nastąpiło w 1987 roku. Nowy kościół otrzymał nazwę Kościół Ewangelicko-Luterański w Ameryce.
Po zjednoczeniu kościołów Synod Metropolitalny Chicago wybrał Tietjena na swojego biskupa, jednak wskutek nieporozumień nie objął on urzędu. Pracował jako duszpasterz Luterańskiej Parafii Trójcy w Fort Worth w Teksasie.